# Mustapha Hadji
Mustapha Hadji (arabisch مصطفى حاجي, DMG Muṣṭafā Ḥāǧǧī, Zentralatlas-Tamazight ⵎⵓⵚⵟⴰⴼⴰ ⵃⴰⴷⵊⵉ Muṣṭafa Ḥadji; * 16. November 1971 in Ifrane) ist ein ehemaliger marokkanischer Fußballspieler. Der WM-Teilnehmer von 1994 und 1998, der während seiner Laufbahn im französischen, portugiesischen, spanischen, englischen und deutschen Profifußball aktiv war, bekleidete meist die Position eines kreativen und offensiven Mittelfeldspielers. Dabei kam er entweder direkt hinter dem Sturmzentrum oder als Flügelspieler zum Einsatz. Bekannt wurde Hadji, den der afrikanische Fußballverband CAF 1998 zu Afrikas Fußballer des Jahres kürte, einem größeren Publikum besonders durch sein Tor zum 1:0 für Marokko im ersten Gruppenspiel der WM 1998 gegen Norwegen (Endstand 2:2).

## Familie und Herkunft
Hadji wanderte in seiner Kindheit mit seiner Familie aus Marokko nach Frankreich aus und ließ sich in Creutzwald in Lothringen nieder.
Sein acht Jahre jüngerer Bruder Youssef ist ebenfalls Fußballprofi und marokkanischer Nationalspieler. Auch sein Sohn Samir und der jüngste Bruder (Farid) spielen beim 1. FC Saarbrücken in der Jugend.

## Karriere

### Verein
Mit dem Fußballspielen begann Hadji, der sich zuerst als Boxer versucht hatte, im Alter von 14 Jahren  im Nachwuchsbereich der AS Nancy. Er verließ den Verein vor der Saison 1996/97 nach Portugal, wo er anderthalb Jahre beim Erstligisten Sporting Lissabon spielte. Zu Beginn des Jahres 1998 wechselte er zur spanischen Mannschaft Deportivo La Coruña.
1999 schloss er sich dem englischen Premier-League-Club Coventry City an, wo er Gary McAllister als Mannschaftskapitän ablöste. Am Ende der Saison 2000/01 stieg der Klub in die zweite Liga ab. Im Sommer 2001 fand er in Aston Villa einen Arbeitgeber, der ihm Erstligafußball garantieren konnte. Nach zwei guten Jahren unter Trainer John Gregory fand er sich jedoch immer häufiger auf der Ersatzbank oder der Tribüne wieder.
Er wechselte in die spanische Primera División zu Espanyol Barcelona. Jedoch konnten sich Hadji und der Verein nicht auf ein längeres Engagement einigen, sodass er zum Al Ain Club in die Vereinigten Arabischen Emirate ging.
Vor der Saison 2005/06 kehrte Hadji nach Europa zurück. Der 1. FC Saarbrücken, der seinerzeit in der 2. Bundesliga spielte, nahm ihn in der Sommerpause 2005 für zunächst ein Jahr unter Vertrag. Auf Wunsch des damaligen Trainers Horst Ehrmantraut sollte Hadji mit seinem Landsmann Faysal El Idrissi ein Mittelfeld-Duo bilden. Am 4. August 2005 kam Hadji schließlich im ersten mit 0:4 verlorenen Saisonspiel gegen den VfL Bochum in der Anfangsformation zum Einsatz. Nach einer weiteren Niederlage wurde Trainer Horst Ehrmantraut entlassen; auf Interimstrainer Fuchs folgte Rudi Bommer. Indes schied der 1. FC Saarbrücken in der 2. Pokalrunde gegen den Ligakonkurrenten SpVgg Unterhaching aus. Hadji traf in diesem Spiel zur 1:0-Führung der Saarbrücker, sah nach 85 Minuten die Rote Karte und wurde vom Sportgericht des DFB für drei Pokalspiele gesperrt. Mustapha Hadji war Stammspieler und erzielte vier Tore, konnte allerdings den Abstieg aus der 2. Bundesliga nicht verhindern. Er blieb allerdings dem Verein treu und spielte mit den Saarländern in der Regionalliga, in der er ebenfalls zur Stammformation gehörte. Hadji konnte trotz sechs Saisontoren allerdings nicht verhindern, dass der 1. FC Saarbrücken in die Oberliga durchgereicht wurde.
Nach dem Abstieg aus der Regionalliga verließ Hadji den Verein und ging 2007 zum luxemburgischen Erstligisten CS Fola Esch. 2010 beendete er seine Karriere.

### Nationalmannschaft
Hadji war in der marokkanischen Nationalmannschaft aktiv. Bei der WM 1994 schied er mit seiner Mannschaft nach drei knappen Niederlagen gegen Belgien, Saudi-Arabien und die Niederlande aus.
In der Qualifikation zur WM 1998 bereitete er viele Tore vor und erzielte eines selbst. Beim WM-Turnier  in Frankreich erzielte er im Gruppenspiel gegen Norwegen (2:2) ein Tor. Die Mannschaft schied nach der Gruppenphase aus.
Nach diesem Turnier und der Afrika-Meisterschaft im selben Jahr wurde er zu Afrikas Fußballer des Jahres 1998 gewählt.

## Trainerkarriere
2014 wurde Hadji Co-Trainer der marokkanischen Nationalmannschaft. In dieser Funktion nahm er an der WM-Endrunde 2018 in Russland teil.

## Titel/Auszeichnungen
- Afrikas Fußballer des Jahres: 1998